# Pakod
Pakod község Zala vármegyében, a Zalaszentgróti járásban.

## Fekvése
A község a Zalai borvidékhez tartozó Csáfordi-hegy nyugati lábánál, a Zala folyó két partján, Dötktól északra, Zalabértől délnyugatra terül el. Központján a Sümeget Zalaegerszeggel összekötő 7328-as út halad végig, ebből a településen ágazik ki a csak Dötkre vezető 73 205-ös út.
Vonattal megközelíthető a Bajánsenye–Zalaegerszeg–Ukk–Boba-vasútvonalon.

## Története
Pakod Árpád-kori település. Neve már 1211-ben említve volt egy a pannonhalmi Szent Benedek rend történetéről írott könyvben Pocud (Pokod) néven. 1230-ban pedig egy oklevél írt Pakodról, illetve a Pakodtól északkeletre fekvő Barabás nevű településről. Ez az okmány részletesen leírta Barabás települést, melynek volt két malma, egy hídja, amelyen emberemlékezet óta a birtokos hídvámot szedett. Barabás, Barlabás vagy Barlabás hídja az 1200-as évek közepe előtt a Szentgróti család birtoka volt, melyet 1247-ben a család a Türjei egyháznak adományozott; az ő birtoka maradt 1945-ig.
A 14. században előbb a Türjei nemességből való Bériek, majd a Kőszegi család leszármazottai, a Kokasok, végül az ugyancsak Türjei nemzetséghez tartozó Szentgrótiak szerezték meg a falu egy-egy részét.
A Batthyány család levéltárának irataiból kitűnik, hogy a 14. században megkülönböztetésként létezett Egyházaspakod is, amelynek temploma is volt. 1419-ben templomának papja Miklós fia Miklós volt, majd 1437-ben Kelemen, 1442-ben pedig Mihály.
1567-ben az első Zala vármegyei törökdúlás alkalmával az egész falu leégett, de 1572-ben már megint másfél portát jegyeztek fel, a település régi birtokosai ekkora már nem voltak meg. 1592-ben a falut újra felégették a törökök, de hamarosan ismét újraépült.
1707-ben a kuruc-labanc háború alatt a falu egy tűzvészben ismét leégett, ekkor elpusztult fából készült temploma is. E második templomának pusztulását egy harang élte csak túl, amelyet 1677-ben öntöttek. E harang felkerült a jelenleg álló, harmadik temploma tornyába.
1769-ben 619 lakosa volt, száztizenkettő családdal, melyből negyvenegy nemesi család volt. A falu nagyobb részének birtokosai ekkor a Festetics grófok és Zalabéri Horváth József voltak.
1783. március 31-én tűzvész pusztított a faluban: kilencvennégy házból harminckettő leégett, majd 1795-ben nagy árvíz öntötte el a falut: az egész település vízben állt, hidakat, házakat, malmokat döntött össze az anyakönyv fennmaradt bejegyzései szerint.
A 20. század elején Zala vármegye Zalaszentgróti járásához tartozott.
1910-ben 1298 lakosából 1247 magyar volt. Ebből 1274 római katolikus, 14 evangélikus, 10 izraelita volt.
1919 után a fehérpapok a türjei szerzetesrend birtokából hasították ki azokat a telkeket, melyeken a mai Barabás újfalu felépült.

## Közélete

### Polgármesterei
- 1990–1994: Martincsevics István (független)[2]
- 1994–1998: Martincsevics István (független)[3]
- 1998–2002: Martincsevics István (független)[4]
- 2002–2006: Martincsevics István (független)[5]
- 2006–2010: Halek László (független)[6]
- 2010–2014: Halek László (független)[7]
- 2014–2019: Halek László (független)[8]
- 2019–2024: Halek László (független)[9]
- 2024– : Horváth Miklós (független)[10]

## Népesség
A település népességének változása:
| Lakosok száma | 891  | 891  | 869  | 811  | 827  | 808  | 823  |
|               | 2013 | 2014 | 2015 | 2021 | 2022 | 2023 | 2024 |

A 2011-es népszámlálás idején a nemzetiségi megoszlás a következő volt: magyar 95,3%, cigány 1,16%, német 1,97%, román 0,58%, ukrán 0,46%. A lakosok 68,8%-a római katolikusnak, 2,5% reformátusnak, 1,3% evangélikusnak, 4,67% felekezeten kívülinek vallotta magát (22,3% nem nyilatkozott).
2022-ben a lakosság 92,3%-a vallotta magát magyarnak, 1% németnek, 0,2% cigánynak, 0,1-0,1% szerbnek, szlovénnek, ukránnak és románnak, 1,3% egyéb, nem hazai nemzetiségűnek (7,6% nem nyilatkozott; a kettős identitások miatt a végösszeg nagyobb lehet 100%-nál). Vallásuk szerint 49,3% volt római katolikus, 2,3% református, 0,7% evangélikus, 0,2% görög katolikus, 1,9% egyéb keresztény, 1,2% egyéb katolikus, 5,8% felekezeten kívüli (38,3% nem válaszolt).

## Nevezetességei
Itt áll az 1717-ben újjáépült műemlék római katolikus templom, melynek főoltárát neobarokk, szószékét 18. századi parasztbarokk fafaragás díszíti. A pakodi szőlőhegyek nemcsak a bor kedvelőinek jelentenek vonzó célpontot. A pincék többsége igen régi, nem ritka a 200 éves boltozat, még idősebb faajtók, épületek is megcsodálhatók a festői szépségű túraútvonalakon járva.

## Híres emberek
- 1858-ban itt született Hajdu Tibor Vendel pannonhalmi főapát
- 1924. október 19-én itt született Somogyvári Pál magyar színművész, a Nemzeti Színház örökös tagja.
- 1931. május 1-jén itt született Jakabffy Sándor atléta, rövidtávfutó olimpikon (1956)
- 1931. szeptember 20-án itt született dr. Bognár Béla gerontológus